# Дзвінчик
Дзвінчик (Oreoica gutturalis) — вид горобцеподібних птахів родини Oreoicidae.

## Поширення
Дзвінчик поширений у посушливих внутрішніх районах Австралії.

## Опис
Птах завдовжки 19–23 см, вагою 56-67 г. У самців голова, шия та частина спини сірого забарвлення. Решта спини, крила та хвіст сіро-коричневі. Хвіст знизу сіро-червоний. Горло та чубчик на голові чорні. Лицьова частина голови біла. Груди білі. Черево та боки жовтуваті. У самиць відсутня біла лицьова маска. Голова майже повністю сіра, також відсутній чорний візерунок на грудях, яке, як і черево, сірувато-білого кольору.

## Спосіб життя
Живе у сухих рідколіссях та відкритих лісах. Тримається поодинці або парами. Активний вдень. Поживу шукає на землі. Живиться комахами та дрібними безхребетними. Зрідка поїдає насіння та ягоди.

## Розмноження
Розмножується у сезон дощів (з кінця червня по березень). Створює моногамні пари. Чашоподібне гніздо будує серед гілок. У гнізді 3-5 блідо-блакитних яєць з нечисленими блідо-коричневими цятками. Інкубація триває два тижня. Батьки піклуються про пташенят впродовж 5 місяців.